# Gerhard Brunner (Grafiker)
Gerhard Brunner (* 1963 in Nürnberg; Pseudonym: Gige) ist ein deutscher Jazzgitarrist, Cartoonist und Illustrator.

## Leben und Wirken
Brunner absolvierte nach dem Abitur eine Ausbildung zum Informationselektroniker und übte diesen Beruf zunächst auch mehrere Jahre unter anderem als Fachautor aus, bis ihm der zunehmende Erfolg seiner künstlerischen Arbeiten eine selbständige Tätigkeit als Zeichner ermöglichte.
Brunners Werk dreht sich um die Darstellung berufsspezifischer Situationen, die in kurzen Strips mit normalerweise drei bis sechs Bildern behandelt werden. Der Schwerpunkt seines Werks liegt hier im Bereich Recht, Musik und Handwerk, weshalb viele seiner Cartoons auch in branchenspezifischen Fachpublikationen erscheinen.
Brunner veröffentlicht Beiträge im SteuerberaterMagazin, dem Deutschen Handwerksblatt, den Nürnberger Nachrichten, den Zeitschriften Monatsschrift für Deutsches Recht, Photon, recording magazin, PhotonProfi, wir Ausbilder. Seine Figur „Steuerberater Schmidt“ erscheint in einer regelmäßigen Cartoonfolge in den Neuen Wirtschaftsbriefen, die auch in mittlerweile drei Sammelbänden als selbständige Publikation erschienen ist.
Daneben wurden seine Arbeiten für die Monatsschrift für Deutsches Recht in zwei Sammelbänden unter dem Titel ADVO-Cartoons im Kölner Verlag Dr. Otto Schmidt publiziert.
Als Musiker:
Brunner lernte als Jugendlicher autodidaktisch Gitarre. Er hatte Privatunterricht bei dem Nürnberger Gitarristen Roli Müller und Workshops bei Peter O’Mara. Seine bevorzugten Musikrichtungen sind Jazz und Bossa Nova, welche er im Fingerstyle auf Archtop-Gitarren spielt.
Er arbeitet als Studiomusiker und live mit Musikern wie Helmut Kagerer, Joe Bawelino, Katja Heinrich, Peter Pelzner und anderen. Mit Joe Bawelino ist er seit 2019 im Duo Bawelino & Brunner auf Tournee.

## Bibliographie
Sammelbände
- mit Sven Oliver Heißler: ADVO Cartoons. Verlag Dr. Otto Schmidt, Köln 1999, ISBN 3-504-01802-X.
- mit Sven Oliver Heißler: ADVO Cartoons II. Verlag Dr. Otto Schmidt, Köln 2001, ISBN 3-504-01803-8.
- mit Sven Oliver Heißler: Steuerberater: Helden mit Anzug und Krawatte, Nwb Verlag, Herne, 2009, ISBN 3-482-59991-2
- mit Sven Oliver Heißler: Die Suche nach dem idealen Mandanten – Ein Märchen für Steuerberater, Mandanten und andere Menschen, Nwb Verlag, Herne, 2010, ISBN 978-3-482-63221-1
- mit Sven Oliver Heißler: Helden – Mysterien und Phänomene im Alltag eines Steuerberaters, Nwb Verlag, Herne, 2012, ISBN 978-3-482-63741-4

Cartoons, Illustrationen
- mit Sven Oliver Heißler: von Reinhard Horre (Autor), Überleben in Zeiten der Finanzkrise, Verlagsanstalt Handwerk, Düsseldorf, 2009, ISBN 3-86950-012-3

Fachbücher
- mit Bob Ecker: CorelDraw professionell einsetzen. Verlag Computer & Literatur, Böblingen 2001, ISBN 3-932311-86-8.
- mit Thomas Dütsch: Harmonielehre für Gitarre, PPV Medien; Bergkirchen 2015, ISBN 978-3-95512-093-1
- mit Helmut Kagerer: Harmonielehre für Gitarre: Endlich weniger falsch spielen!, Spurbuchverlag, Baunach 2020, ISBN 978-3-88778-604-5
- Meine Archtops: Geschichte und Geschichten von Schlaggitarren, HM5 publishing UG, Fürth 2020

## Diskographie
- Jazz, 2012
- Gige & Friends, Best of van Heusen, 2015
- dreipunktnull, 2020
- Bossa Nova, 2020[1]